# Pavel Kolobkov
Pavel Anatoljevitsj Kolobkov (Russisch: Павел Анатольевич Колобков) (Moskou, 22 september 1969) is een Russisch voormalig schermer.

## Carrière
Kolobkov begon met schermen toen hij twaalf was. Onder de invloed van zijn eerste coach Boris Nikolajtsjoek groeide hij uit tot een topatleet.
Zijn eerste internationale succes vierde hij op de Olympische Zomerspelen van 1988 in Seoel, toen hij met de degenploeg van de Sovjet-Unie de bronzen medaille won. Vier jaar later herhaalde het team van de Verenigde, het gezamenlijke team van de landen van het Gemenebest van Onafhankelijke Staten, dit succes. Kolobkov bekroonde zijn deelname met een zilveren medaille in de individuele competitie. Op de Olympische Spelen van 1996 in Atlanta won hij samen met Aleksandr Beketov en Valeri Zacharevitsj de zilveren medaille in de degenploegcompetitie. En op de Spelen van 2000 in Sydney werd Kolobkov Olympisch kampioen met een overwinning in de finale schermen tegen de Fransman Hugues Obry. Hij kon deze titel niet verdedigen op de Olympische Spelen van 2004 in Athene. Nadat hij in de halve finales verloor van Wang Lei uit China, versloeg hij Éric Boisse uit Frankrijk in de bronzen medaillestrijd en won de bronzen medaille. Naast zijn successen op de Olympische Spelen, werd Kolobkov tussen 1991 en 2005 zes keer wereldkampioen.
Van 2016 tot 2020 was Kolobkov Russisch minister van Sport.

## Resultaten

### Olympische Zomerspelen
| Jaar | Plaats    | Resultaten           |
| ---- | --------- | -------------------- |
| 1988 | Seoel     | degen team           |
| 1992 | Barcelona | degen degen team     |
| 1996 | Atlanta   | 14e degen degen team |
| 2000 | Sydney    | degen                |
| 2004 | Athene    | degen 4e degen team  |

### Wereldkampioenschappen schermen
| Jaar | Plaats            | Resultaten         |
| ---- | ----------------- | ------------------ |
| 1989 | Denver            | degen              |
| 1990 | Lyon              | degen team         |
| 1991 | Boedapest         | degen team         |
| 1993 | Essen             | degen              |
| 1994 | Athene            | degen              |
| 1997 | Kaapstad          | degen              |
| 1998 | La Chaux-de-Fonds | degen team         |
| 1999 | Seoel             | degen              |
| 2002 | Lissabon          | degen · degen team |
| 2003 | Havana            | degen team         |
| 2005 | Leipzig           | degen              |

## Eretitels
- Orde van de Eer
- Medaille voor het dienen van het Moederland 1ste klasse
- Medaille voor het dienen van het Moederland 2de klasse
- Meester in de sport van de Sovjet-Unie, met Lof
- Erecertificaat van de President van de Russische Federatie

1900: Ramón Fonst ·
1904: Ramón Fonst ·
1908: Gaston Alibert ·
1912: Paul Anspach ·
1920: Armand Massard ·
1924: Charles Delporte ·
1928: Lucien Gaudin ·
1932: Giancarlo Cornaggia-Medici ·
1936: Franco Riccardi ·
1948: Gino Cantone ·
1952: Edoardo Mangiarotti ·
1956: Carlo Pavesi ·
1960: Giuseppe Delfino ·
1964: Grigori Kriss ·
1968: Győző Kulcsár ·
1972: Csaba Fenyvesi ·
1976: Alexander Pusch ·
1980: Johan Harmenberg ·
1984: Philippe Boisse ·
1988: Arnd Schmitt ·
1992: Éric Srecki ·
1996: Aleksandr Beketov ·
2000: Pavel Kolobkov ·
2004: Marcel Fischer ·
2008: Matteo Tagliariol · 
2012: Rubén Limardo · 
2016: Park Sang-young · 
2020: Romain Cannone · 
2024: Koki Kano